# Geneviève de Gramont
Geneviève de Gramont, född 1751 i Paris, död 26 juli 1794 i Paris, var en fransk hovfunktionär. Hon var dame d'atour och sedan première dame d'honneur till Marie Antoinette åren 1781–1791 respektive 1791–1792. 

## Biografi
Geneviève de Gramont var dotter till greve Antoine-Adrien-Charles de Gramont och gifte sig 1766 med markis Charles d'Ossun. Hennes bror gifte sig med en dotter till drottningens gunstling Yolande de Polastron. 
Hon efterträdde 1781 Marie-Jeanne de Mailly som dame d'atour hos Marie Antoinette och fick som sådan det högsta ansvaret för hennes garderob. Hon ska ha försökt bidra till att drottningen minskade sina personliga utgifter i klädväg, något som initialt bemöttes med stort ogillande men efter några år slutligen möttes med framgång. Hon ansågs inte vara underhållande, som drottningens favorit Yolande de Polastron, men bad heller inte om tjänster som denna utan var nöjd med att försörja sig på sin lön som hovdam, och 1785 rapporterades det att Marie Antoinette hade kommit att uppskatta henne.
Under franska revolutionen följde hon kungafamiljen till Tuilerierna i Paris efter kvinnotåget till Versailles den 5 oktober 1789. År 1791 efterträdde hon Laure-Auguste de Fitz-James som première dame d'honneur sedan denna emigrerat. Hon förlorade sin tjänst när hovet upplöstes efter stormningen av Tuilerierna och återgick till privatlivet.
Geneviève de Gramont arresterades under skräckväldet, åtalades för att ha medverkat till Marie-Antoinettes brott genom att ha underlåtit att avslöja dem, dömdes till döden och avrättades med giljotin.